# Иван Стойчев
Иван Киряков Стойчев е български офицер (капитан) и революционер, секретар на Върховния македоно-одрински комитет.

## Биография
Иван Стойчев е роден на 21 март 1867 година в Мехомия, тогава в Османската империя. На 11 октомври 1885 година постъпва във Военното на Негово Княжеско Височество училище, което завършва на 18 май 1889 година с 11-и випуск и е произведен в чин подпоручик. Служи в Министерството на войната. На 2 август 1892 е произведен в чин поручик, а през 1894 година завършва право в Софийския университет. Влиза във ВМОК като подкрепя крилото на генерал Иван Цончев. През 1900 година е произведен в чин капитан. На ІХ македоно-одрински конгрес през лятото на 1901 година е избран за член на комитета. През лятото на 1902 година на Х конгрес отново влиза в комитета.
В 1902 година, в навечерието на Горноджумайското въстание, излиза в редовен полагаем отпуск, а след изтичането му подава заявление за излизане в запас и участва във въстанието.
През пролетта на 1903 година капитан Стойчев е назначен за разложки войвода, но през лятото умира от сърдечен удар. По време на военната си кариера служи във Военното министерство и 11-и пехотен сливенски полк.

## Военни звания
- Подпоручик (18 май 1889)
- Поручик (2 август 1892)
- Капитан (1900)